# Isabella (Lothringen)

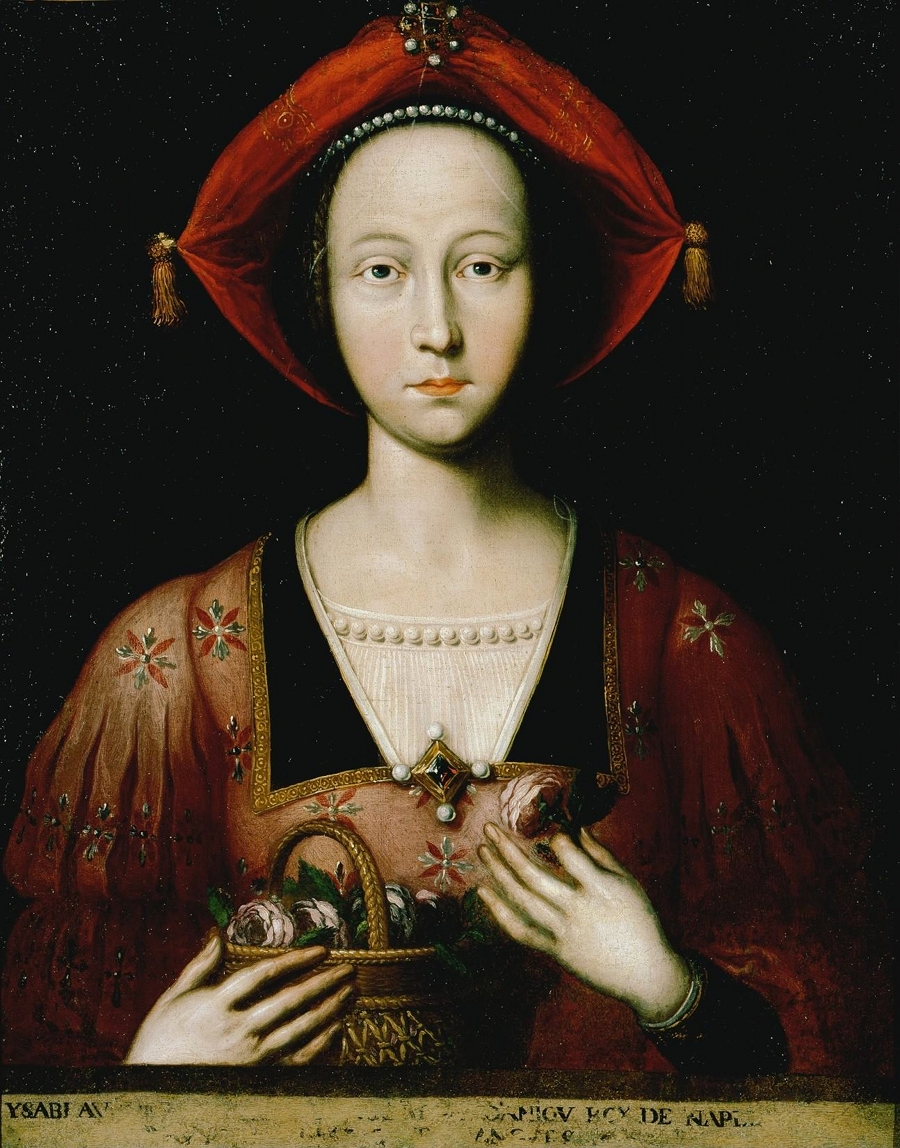
Isabella von Lothringen

Isabella (Isabella von Lothringen, französisch Isabelle de Lorraine; * um 1400; † 28. Februar 1453 in Angers) war von 1431 bis 1453 Herzogin von Lothringen. Als erste Gattin Renés I. von Anjou war sie außerdem u. a. von 1435 bis 1442 Königin von Neapel. Ihre Tochter Margarete heiratete 1445 den englischen König Heinrich VI.

## Frühes Leben
Isabella war die älteste Tochter von Herzog Karl II. von Lothringen und seiner Gemahlin Margarete von der Pfalz. Sie wurde um 1400 in Lothringen geboren und hatte zwei jung verstorbene Brüder sowie eine jüngere Schwester Katharina. Ihre Eltern sorgten für ihre sorgfältige Erziehung. Sie wurde als schöne, mutige und geistreiche Prinzessin beschrieben, die auch in schwierigen Situationen besonnen blieb und entschlossen handelte.
Anfang der 1410er Jahre wurde deutlich, dass Isabella das Herzogtum Lothringen gemäß den Vorstellungen ihres Vaters erben würde, sofern dieser nicht noch überlebende Söhne bekäme. 1413 wurde der Plan aufgebracht, sie mit Ludwig, dem Sohn des Herzogs Ludwig VII. von Bayern-Ingolstadt, zu verheiraten, der bei Verhandlungen in Nancy im Oktober 1413 konkretisiert wurde, dann aber nicht weiter verfolgt wurde.

## Eheverhandlungen
Obwohl Karl II. von Lothringen ursprünglich seine Töchter nicht zu Gemahlinnen französischer Prinzen machen wollte, billigte er 1419 dennoch eine Vereinbarung zur Verheiratung Isabellas mit René von Anjou. Dieser war der Großneffe des kinderlosen Kardinals und Bischofs von Châlons, Ludwig von Bar, der 1415 nach dem Tod seines Bruders Herzog Eduard III. in der Schlacht von Azincourt das Herzogtum Bar geerbt hatte. Ludwig hatte dann auf Betreiben seiner Nichte Jolanthe von Aragón deren Sohn René von Anjou zu seinem Adoptivsohn gemacht. Er vermittelte auch gemeinsam mit Jolanthe die erwähnte Heiratsverbindung Renés mit Isabella, deren Vater Karl II. schließlich am 20. März 1419 im Schloss von Foug seine Zustimmung dazu gab. Der damals unterzeichnete Ehevertrag bestimmte René zum Erben des Herzogtums Bar und der Markgrafschaft Pont-à-Mousson sowie Isabella zur Erbin von Lothringen und ihrer beider Kinder als erbfolgeberechtigt in allen drei genannten Regionen. So würden Bar und Lothringen vereinigt und die jahrhundertealten Differenzen zwischen den Herzogtümern beendet. Falls Karl II. allerdings noch eheliche männliche Nachkommen bekäme, sollte Isabella ihm nicht auf den Thron folgen und dafür eine Aussteuer von 40.000 Livres und eine Jahresrente von 4.000 Livres erhalten. Friedrich I. von Vaudémont, ein Bruder Karls II., hatte aber einen Sohn, Antoine, hinterlassen, dessen Erbansprüche auf Lothringen in dem obengenannten Ehevertrag übergangen worden waren. Deshalb entstand später ein Erbstreit, da Antoine die Nachfolgeregelung seines Onkels anfocht.

## Hochzeit
Am 13. August 1419 verzichtete der Kardinalherzog Ludwig von Bar im Vertrag von Saint-Mihiel auf Bar und Mont-à-Pousson zugunsten Renés. Der Verbündete Burgunds, der englische König Heinrich V., ließ aber seinen Bruder, den Herzog von Bedford, als Gegenkandidaten im März 1420 um Isabellas Hand werben. Doch Karl II. von Lothringen lehnte höflich ab. So fand am 24. Oktober 1420 die vom Bischof von Verdun geleitete Hochzeit von René, jetzt Herzog von Bar, und Isabella in der Kathedrale von Nancy statt, nachdem die Stände der Herzogtümer Bar und Lothringen der Erbfolge der Neuvermählten zugestimmt hatten. Da René noch zu jung war, administrierte einstweilen sein Schwiegervater Karl II. das Herzogtum Bar für ihn.

## Nachkommen
Aus der Ehe von Isabella und René von Anjou gingen folgende Kinder hervor:
- Isabella († jung)
- Johann II. (* 1425; † 1470), Herzog von Lothringen, Herzog von Kalabrien, Fürst von Girona, 1458 Titularkönig von Neapel
- René, (* wohl 1426)
- Ludwig, (* 1427; † 1444) Markgraf von Pont-à-Mousson
- Nikolaus (* 1428; † klein), Herzog von Bar
- Jolande (* 1428; † 1483), Herzogin von Lothringen etc.; ⚭ Friedrich II., Graf von Vaudémont
- Margarete (* 1430; † 1482), ⚭ Heinrich VI., König von England
- Karl (* wohl 1431; † 1432) Graf von Guise
- Louise (* wohl 1436; † klein)
- Anne (* wohl 1437; † klein)

## Herzogin von Lothringen und Königin von Neapel
Mit dem Tod Karls II. am 25. Januar 1431 wurde Isabella Herzogin von Lothringen, René Herzog von Lothringen aus dem Recht seiner Frau. Am 29. Januar nahmen sie ihre Huldigung entgegen. Graf Antoine von Vaudémont hatte aber bereits früher die Erbfolgeregelung seines Onkels Karl II. nicht akzeptiert und war von diesem bekriegt worden. Vaudémont konnte jedoch nicht erobert werden und Antoine hatte sich mit Philipp dem Guten, Herzog von Burgund, einen mächtigen Verbündeten gesucht. Nach dem Eintreten des Erbfalls nahm Antoine den Kampf um das Herzogtum wieder auf und erhielt die vom burgundischen Herzog erbetene Militärhilfe. Er konnte am 2. Juli 1431 in der Schlacht von Bulgnéville einen Sieg über René erringen, der mit vielen Adligen in Gefangenschaft geriet. René kam daraufhin in die Gewalt Philipps des Guten und wurde in einem Turm zu Dijon interniert.
Isabella übernahm nun die Regierung Lothringens, verordnete sofort im ganzen Land, keine Befehle Antoines auszuführen und gewann den mächtigen Adel für sich. Außerdem knüpfte sie gemeinsam mit ihrer Mutter Margarete Verhandlungen mit dem Grafen von Vaudémont an und erreichte zunächst einen bis zum 25. Januar 1432 geltenden Waffenstillstand, danach durch persönliche Gespräche mit Antoine zu Vézelise eine abermalige dreimonatige Verschiebung von Kriegshandlungen. Unterdessen beteiligte sie die Bischöfe von Toul und Metz an der Administration der Herzogtümer. Isabella wies ihren Gegner darauf hin, dass der lothringische Erbstreit vom deutschen König (und baldigen Kaiser) Sigismund entschieden werden müsse (Lothringen war ein Lehen des Heiligen Römischen Reiches), doch Philipp der Gute gab seinen Gefangenen nicht frei. So reiste Isabelle mit den Bischöfen von Toul und Metz zum Burgunderherzog und erreichte im April 1432, dass ihr Gatte wenigstens vorläufig seine Freiheit wiedererhielt, wofür René aber u. a. seine beiden Söhne Johann und Ludwig als Geisel stellen musste und führende lothringische Adlige die Einhaltung der Übereinkunft zu garantieren hatten.
Philipp der Gute sollte als Schiedsrichter zwischen den Streitparteien auftreten, doch brachte dessen Vermittlung lediglich ein am 13. Februar 1433 abgegebenes Versprechen zustande, dass Isabellas Tochter Jolande Antoines Sohn Friedrich II. heiraten werde. Aufgrund der weiterhin bestehenden Uneinigkeit zwischen René und Antoine übernahm nun Kaiser Sigismund die Entscheidung der Erbschaftsfrage und fällte sein Urteil am 24. April 1434 zu Basel vorläufig zugunsten Renés. Der damit unzufriedene Antoine wandte sich an Philipp den Guten, auf dessen Druck hin René wieder in die Haft zu Dijon zurückkehren musste.
Am 12. November 1434 starb Renés älterer Bruder Ludwig III. ohne Nachkommen und hinterließ René das Herzogtum Anjou sowie u. a. die Grafschaften Provence und Maine. Nach dem Tod Johannas II. von Neapel (2. Februar 1435) erbte der weiterhin gefangen gehaltene René auch deren Königreich. Eine neapolitanische Gesandtschaft begab sich zu Isabella nach Nancy und bot ihr an, dass sie inzwischen bis zur Freilassung ihres Gatten diesen süditalienischen Staat regieren könne. Sie würde sich dabei allerdings erst gegen Alfons V. von Aragón durchsetzen müssen, der aufgrund einer früheren (von Johanna wieder gelösten) Adoption ebenfalls Ansprüche auf die Krone Neapels erhob. Isabella wurde nun von ihrem Gemahl zur Generalstatthalterin von Neapel, Anjou, Provence und Maine ernannt. Sie übergab die Verwaltung von Lothringen und Bar den Bischöfen von Toul und Metz und regelte dann in der Provence, Anjou und Maine die Landesangelegenheiten.
Alfons V. unterlag unterdessen am 5. August 1435 in der Seeschlacht bei der Insel Ponza den Genuesen und Filippo Maria Visconti, Herzog von Mailand. Daraufhin wurde Alfons ein Gefangener des mailändischen Herzogs. Die darüber informierte Isabella begann Verhandlungen mit Filippo Maria Visconti, machte sich im September von Marseille aus mit ihrem Sohn Ludwig auf einer kleinen Flotte auf den Weg nach Neapel und konnte am 18. Oktober 1435 in Neapel einziehen. Indessen vermochte Alfons V. aber seine Freilassung zu erwirken und die Unterstützung des Herzogs von Mailand zu gewinnen. In der Folge machte er 1436 Gaeta zu seiner Basis. Papst Eugen IV. schickte Isabella auf deren Ersuchen Hilfstruppen unter dem Kommando des Patriarchen von Alexandria, Giovanni Vitelleschi, der zwar militärisch erfolgreich operierte, aber bald mit Isabella und ihrem Feldherrn, dem italienischen Condottiere Jacopo Caldora, in Konflikt geriet.
René von Anjou erreichte, nachdem er am 28. Januar 1437 sehr harte Bedingungen vertraglich unterschrieben hatte, seine endgültige Freilassung. Dafür musste er u. a. ein hohes Lösegeld aufbringen. Außerdem wurde damals eine später abzuhaltende Heirat von Isabellas ältestem Sohn Johann mit Marie de Bourbon, Tochter von Herzog Karl I. und Nichte Philipps des Guten, vereinbart. Erst am 19. Mai 1438 traf René in Neapel ein. Isabella stand ihrem Gemahl nun in dem schwierigen Krieg beratend zu Seite. Allerdings geriet René beim Kampf gegen die Aragonesen immer mehr ins Hintertreffen, insbesondere nach dem Tod Caldoras (Oktober oder November 1439).

## Spätere Jahre und Tod
Im August 1440 segelte Isabella auf Wunsch ihres Gatten gemeinsam mit ihrem Sohn Ludwig, dem Grafen von Pont-à-Mousson, von Neapel aus wieder in ihre Heimat zurück. Zu diesem Zeitpunkt befand sich Lothringen im Krieg mit Antoine von Vaudémont und Robert I. de Sarrebruck-Commercy. Isabella erhielt aber erfolgreiche Militärhilfe von Seiten ihres Schwagers, König Karl VII. von Frankreich; auch trat der lothringische Adel zur Erhaltung von Ruhe und Ordnung zusammen. Am 27. März 1441 verzichtete der Graf von Vaudémont schließlich vertraglich auf Lothringen; dafür wurde die Unabhängigkeit seiner Grafschaft anerkannt und sein Sohn Friedrich II. mit Isabellas Tochter Jolande verlobt. Nachdem René seinem Gegner Alfons V. im Juni 1442 das Königreich Neapel hatte überlassen müssen, kehrte er ebenfalls nach Lothringen zurück. Der französische König nahm eine Hofdame Isabellas, Agnès Sorel, zu seiner Mätresse.
Die Bewohner von Metz, das sich von der Herrschaft seiner Bischöfe allmählich gelöst hatte und zu einer freien Stadt geworden war, forderten von René von Anjou die Rückzahlung einer beträchtlichen Geldsumme, die sie ihm zur Aufbringung seines Lösegeldes geliehen hatten. Als sich Isabella im Frühling 1444 auf eine Pilgerreise nach Pont-à-Mousson begab, bemächtigten sich die in einem Hinterhalt lauernden Metzer des vorausgeschickten Gepäcks samt wertvollem Schmucks der lothringischen Herzogin. Diese beschwerte sich vergeblich bei der Metzer Regierung und begab sich daraufhin zu ihrem damals in Anjou befindlichen Gemahl, von dem sie Genugtuung verlangte. René begann nun im September 1444 einen Krieg gegen Metz und erreichte, dass sich auch der französische König auf seiner Seite daran beteiligte. Metz musste kapitulieren und Isabella erhielt ihr Gepäck mit ihrem Schmuck zurück. Im Jahr 1444 verlor die Herzogin allerdings auch ihren Sohn Ludwig.
Im April 1445 wurde Isabellas Tochter Margarete mit dem englischen König Heinrich VI. vermählt. Im Juli 1445 übernahm Isabellas ältester Sohn Johann als Generalstatthalter die Regierung der Herzogtümer Lothringen und Bar, während René sich nach Anjou zurückzog. Isabella verbrachte ihre letzten Jahre auf ihrem Landsitz Launay bei Saumur, den ihr René hatte errichten lassen. Sie starb nach langer Krankheit am 28. Februar 1453 in Angers und wurde dort in der Kathedrale Saint-Maurice bestattet. Ihr Sohn Johann wurde nun neuer Herzog von Lothringen.